# Vichy-Limoges
La Vichy-Limoges era una corsa di ciclismo francese disputata per quattro edizioni durante la seconda guerra mondiale.

## Storia
La Vichy-Limoges era una competizione francese disputata sul percorso che da Vichy portava a Limoges lungo un percorso che si snodava per circa 240 km.
Nel 1944 la corsa non fu organizzata mentre nel 1945 venne organizzato il Grand Prix de "La Marseillaise du Centre" su un percorso che rappresentava una ideale riproposizione delle precedenti edizioni. Fu quella l'ultima edizione.
L'edizione del 1942 venne disputata a percorso invertito e come prova a tappe, con due frazioni che rappresentavano una sorta di ideale andata e ritorno; la prima tappa, da Limoges a Vichy venne vinta da Dante Gianello mentre la seconda, con sede di partenza ed arrivo invertite, da Louis Vincent.
Mattatore della corsa fu Dante Gianello che si aggiudicò tre delle quattro edizioni disputate, e salì sempre sul podio, l'altro vincitore fu Pierre Cogan.

## Albo d'oro
Aggiornato all'edizione 1945
| Anno | Vincitore      | Secondo         | Terzo            |
| ---- | -------------- | --------------- | ---------------- |
| 1941 | Dante Gianello | Fermo Camellini | Giuseppe Martino |
| 1942 | Dante Gianello | Marcel Laurent  | Pierre Cogan     |
| 1943 | Pierre Cogan   | Alexis Abella   | Dante Gianello   |
| 1944 | non disputata  | non disputata   | non disputata    |
| 1945 | Dante Gianello | Henri Massal    | Auguste Mallet   |